# ماورو دي كامبوس جونيور
ماورو دي كامبوس جونيور (بالبرتغالية: Mauro de Campos Júnior) هو لاعب كرة قدم برازيلي في مركزي ظهير ‏ والدفاع، ولد في 23 أبريل 1955 في Nova Odessa ‏ في البرازيل، وتوفي بنفس المكان في 6 أغسطس 2004. لعب مع جمعية بورتوغيزا الرياضية وغريميو بورتو أليغرينزي ونادي سانتوس ونادي غواراني.

## وصلات خارجية
- ماورو دي كامبوس جونيور على موقع قاعدة بيانات كرة القدم.إي يو (الإنجليزية)
- ماورو دي كامبوس جونيور على موقع أوليمبيديا (الإنجليزية)